# Pseudoconnarus
Pseudoconnarus là một chi thực vật có hoa trong họ Connaraceae. Chi này được Ludwig Adolph Timotheus Radlkofer công bố mô tả khoa học đầu tiên năm 1886 (in năm 1887).

## Phân bố
Các loài trong chi này phân bố trong khu vực nhiệt đới miền bắc Nam Mỹ, bao gồm miền bắc Brasil, Colombia, Guyana, Peru, Suriname, Venezuela.

## Các loài
Danh sách loài lấy theo The Plant List và Plants of the World Online:
- Pseudoconnarus agelaeoides (G.Schellenb.) Forero, 1983: Tây Colombia, Peru.
- Pseudoconnarus agelaefolius Cuatrec.,1951:[5] Colombia. Lưu ý là IPNI viết là P. agelaeifolius còn Plants of the World Online và Catalogue of Life viết là P. agelifolius.
- Pseudoconnarus macrophyllus (Poepp.) Radlk., 1901: Toàn bộ khu vực phân bố.
- Pseudoconnarus rhynchosioides (Standl.) Prance, 1966: Bắc Brasil, Colombia, Peru.
- Pseudoconnarus subtriplinervis (Radlk.) G.Schellenb., 1920: Bắc Brasil, Guyana, Suriname, đông nam Venezuela.